# Котманова
Котманова (словац. Kotmanová) — село, громада округу Лученець, Банськобистрицький край, центральна Словаччина, регіон Новоград. Кадастрова площа громади — 16,79 км².
Населення 296 осіб (станом на 31 грудня 2017 року).

## Історія
Котманова згадується в 1393 році.

## Географія
Протікає Врбінський потік.

## Населення
| Рік:            | 1994. | 2004.   | 2014.   | 2024.    |
| --------------- | ----- | ------- | ------- | -------- |
| Кількість осіб: | 367   | 357     | 323     | 259      |
| Різниця:        |       | -2,72 % | -9,52 % | -19,81 % |

| Рік:            | 2023. | 2024.   |
| --------------- | ----- | ------- |
| Кількість осіб: | 263   | 259     |
| Різниця:        |       | -1,52 % |